# Dicaeum celebicum
El Picaflores de Célebes (Dicaeum celebicum) es una especie de ave paseriforme en la familia Dicaeidae.

## Distribución
Es endémica de las selvas de las Célebes.

## Subespecies
Se reconocen las siguientes:

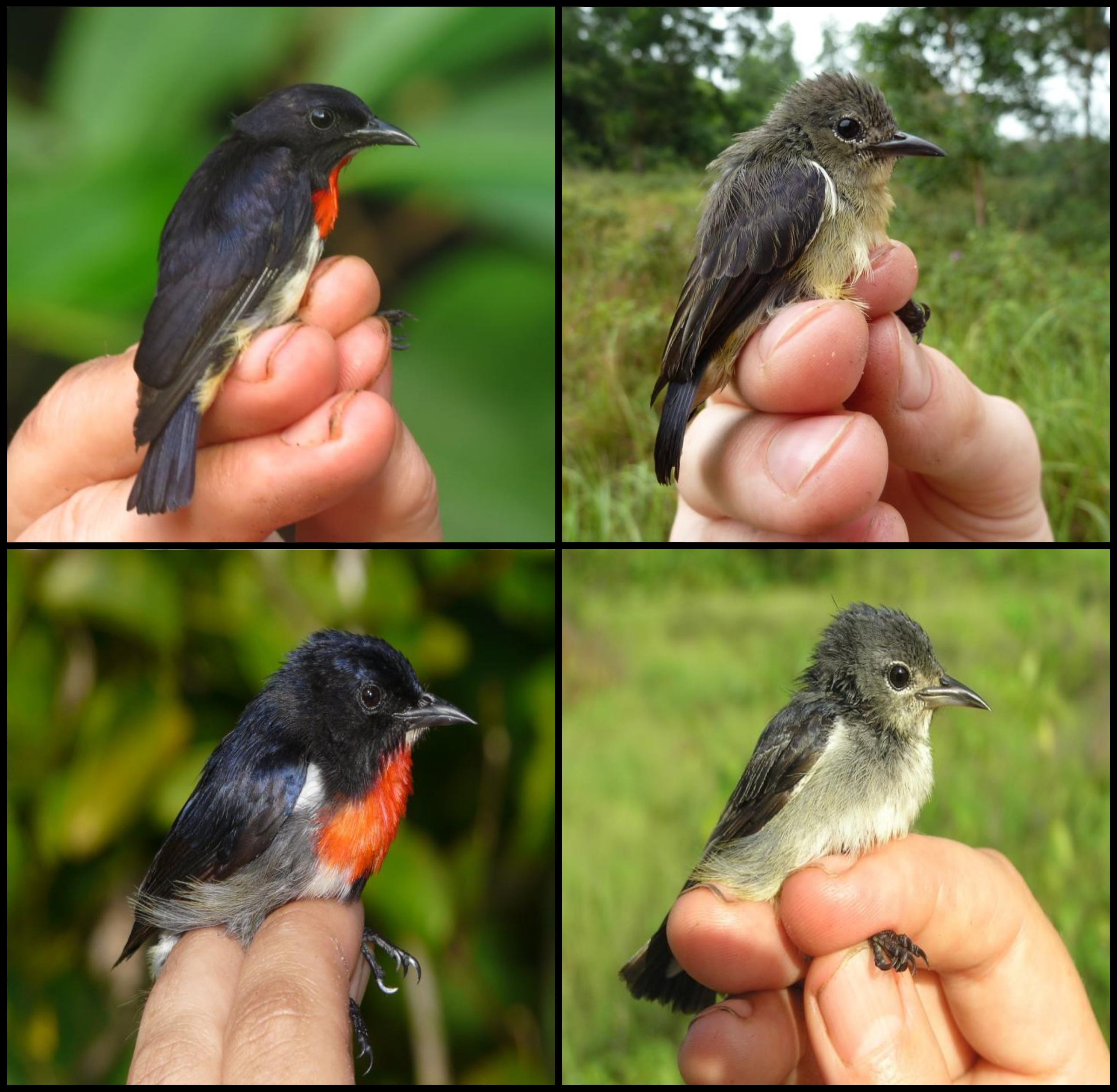
Comparativa entre
D. c. celebicum y D. c. kuehni.

- D. c. talautense Meyer, AB & Wiglesworth, 1895 - islas Talaud (noreste de Célebes)
- D. c. sanghirense Salvadori, 1876 - islas Sangihe (al noreste de Célebes)
- D. c. celebicum Müller, S, 1843 - Célebes, islas Togian	 e islas Buton
- D. c. sulaense Sharpe, 1884 - islas Banggai e islas Sula (este de Célebes)
- D. c. kuehni Hartert, 1903 - islas Tukangbesi (sudeste de Célebes)

D. c. kuehni está propuesta como nueva especie.